# الحدود بين أرض البنط وولاية خاتمة
الحدود بين أرض البنط و ولاية خاتمة هي الحدود المتنازع عليها بين أرض البنط ودولة ولاية خاتمة المعلنة ذاتيا . وهي حدود دولية تفصل بين دولتين ، بينما تسميها الحكومة الصومالية ومعظم الدول الأخرى بـ «خط الحدود الإدارية». تعتبر حكومة أرض الصومال نفسها هي الخلف نفسها باعتبارها خليفة دولة صوماليلاند المستقلة ، التي اتحدت في عام 1960 مع إقليم أرض الصومال الخاضع للوصاية .

## تاريخ

### حقبة معاهدة الحدود الأنجلو-إيطالية (1894 و 1960)
في مايو 1894 ، تم ترسيم الحدود بين أرض الصومال والصومال من قبل الأنجلو إيطاليين. تم تطبيقه رسمياً في عام 1929 ، ويمتد على طول خط الطول 49 (49 شرقاً) ، من خليج عدن إلى خط عرض 9 درجات شمالاً ، ثم قطرياً عبر تقاطع خط الطول 48 (48 شرقاً) وخط عرض 8 شمالاً. غربًا على طول خط عرض 8 شمالًا وهو بداية الحدود بين أرض الصومال وإثيوبيا.

## الخرائط التاريخية
الخرائط التاريخية للحدود من الشمال إلى الجنوب في الخريطة الدولية للعالم .

بين إقليم أرض الصومال الخاضع للوصاية ودولة أرض الصومال
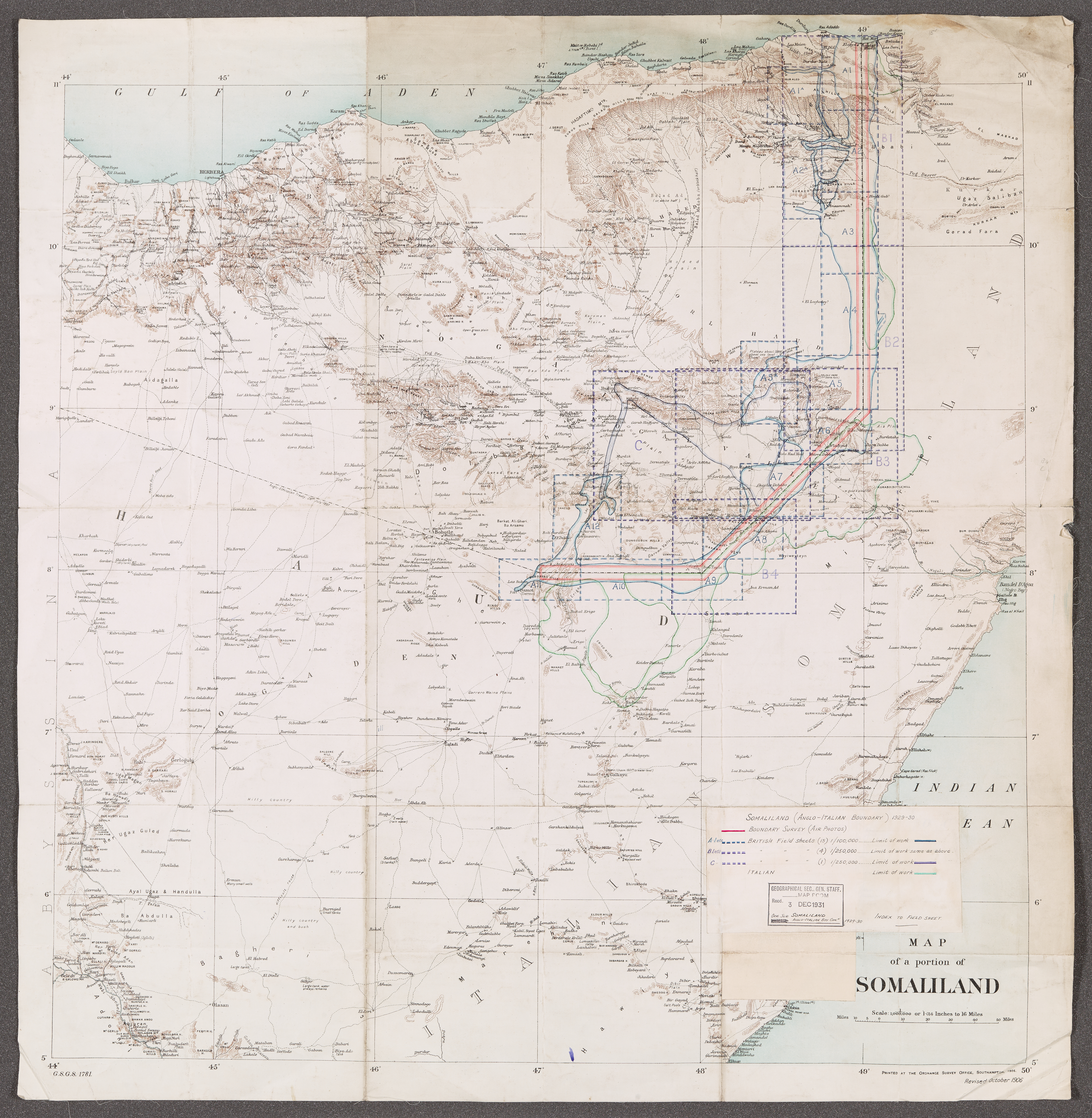
حدود كاملة
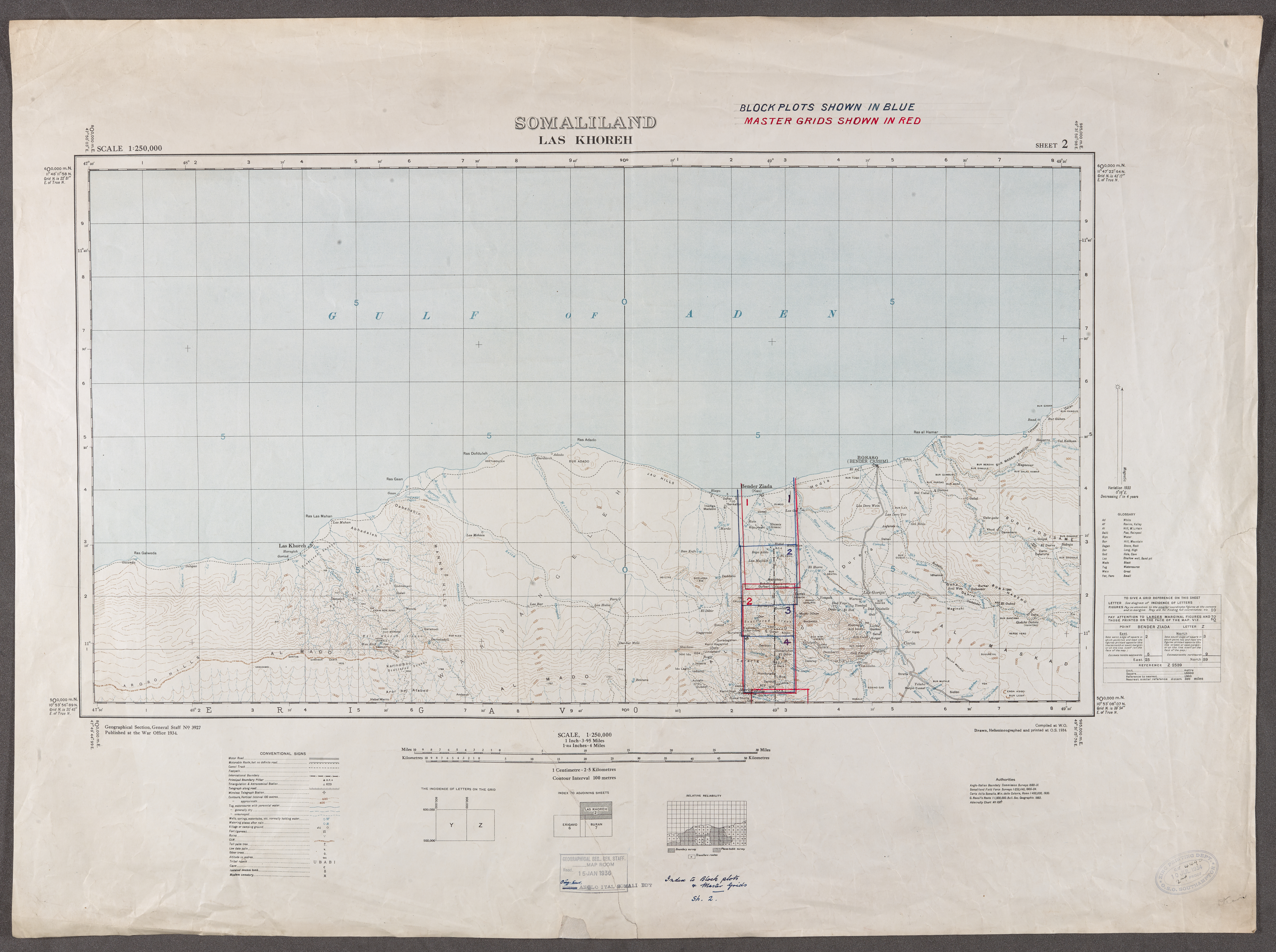
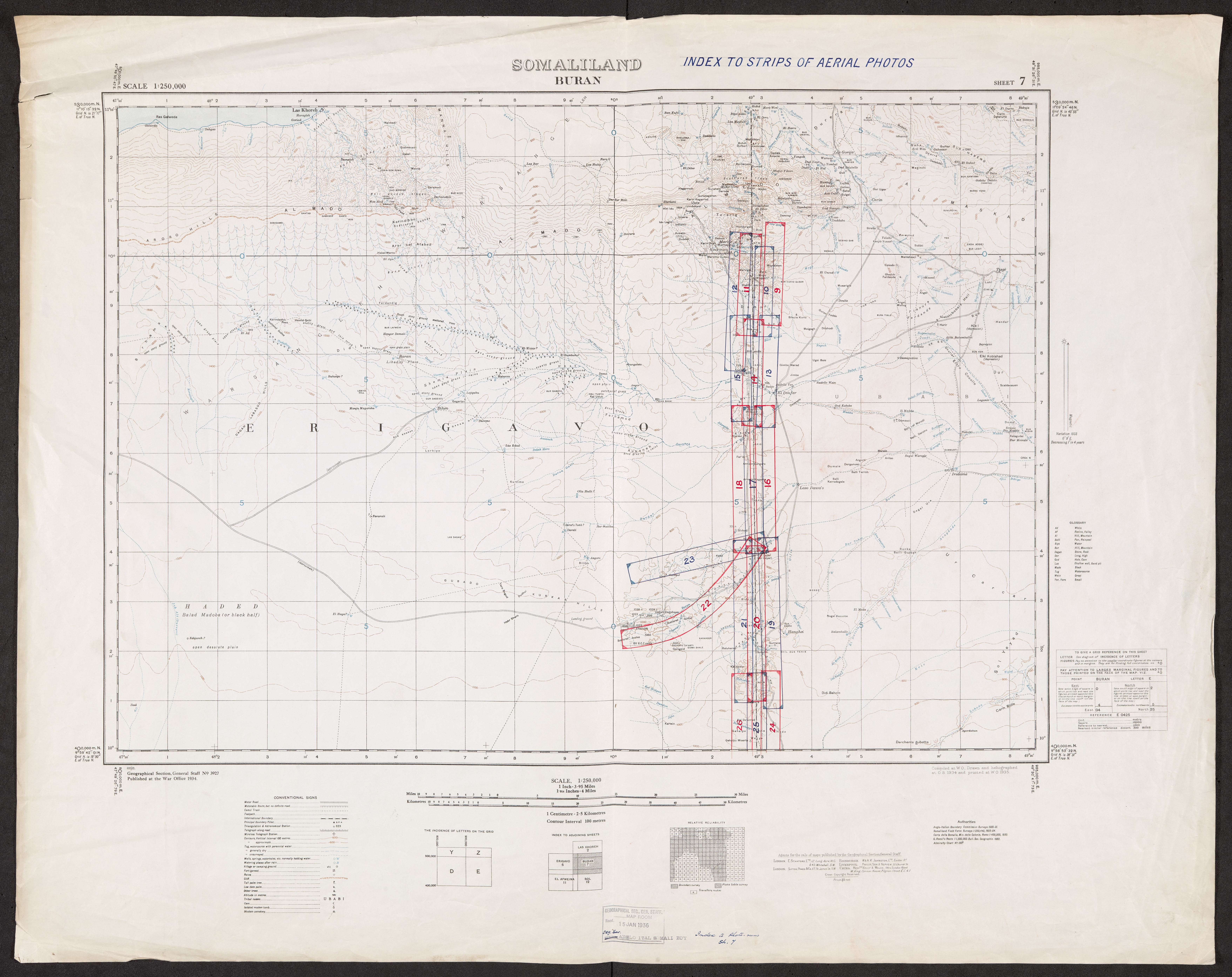
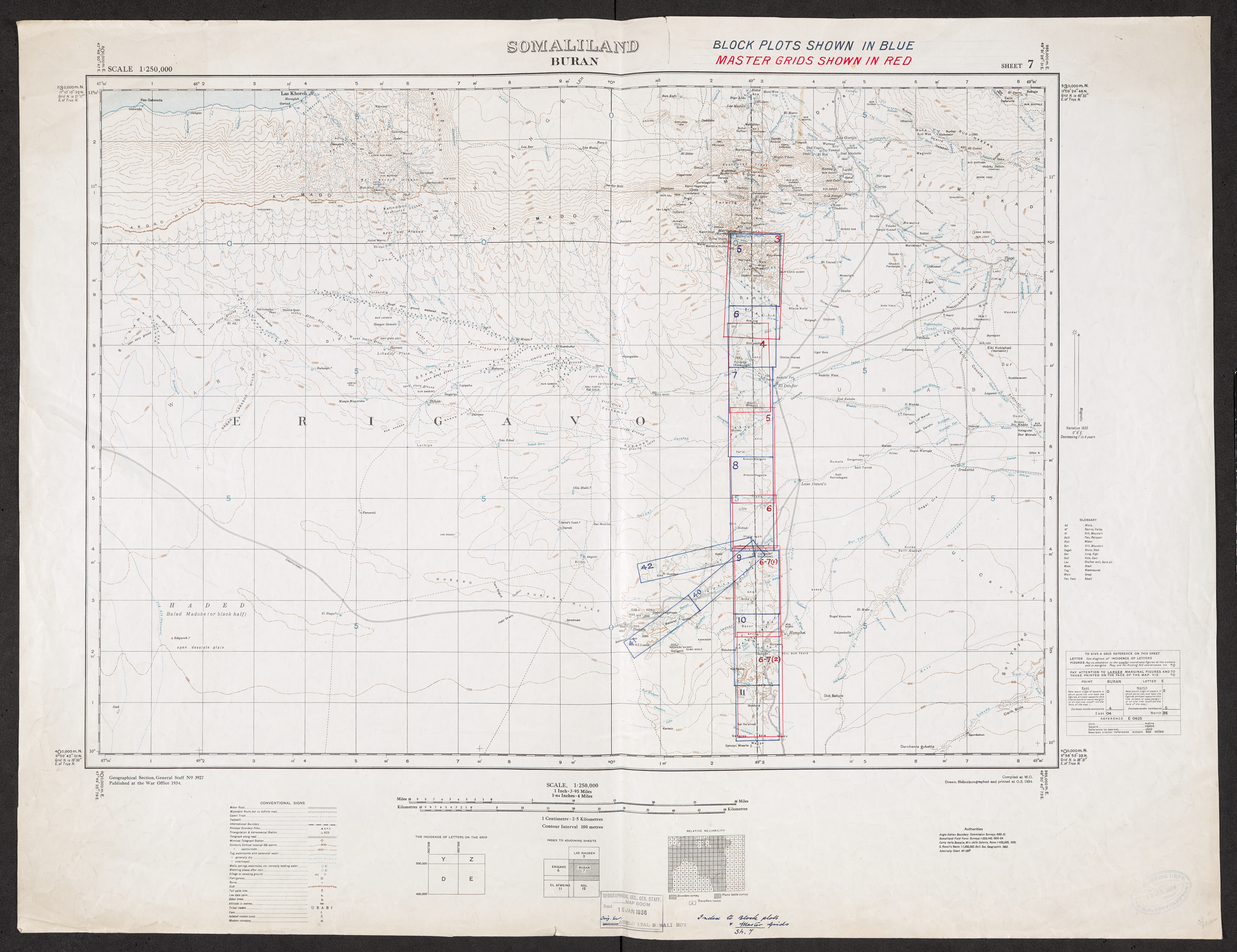
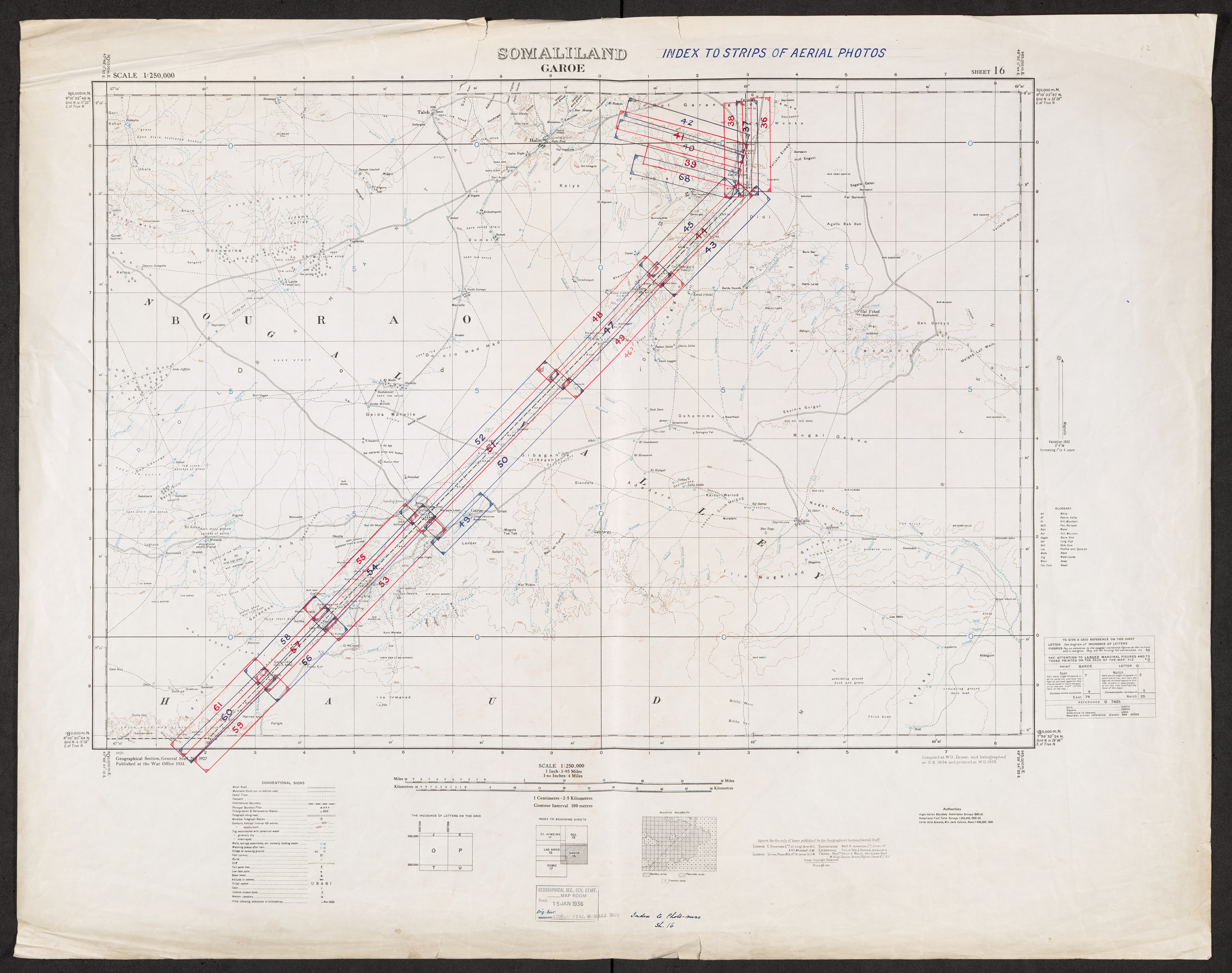
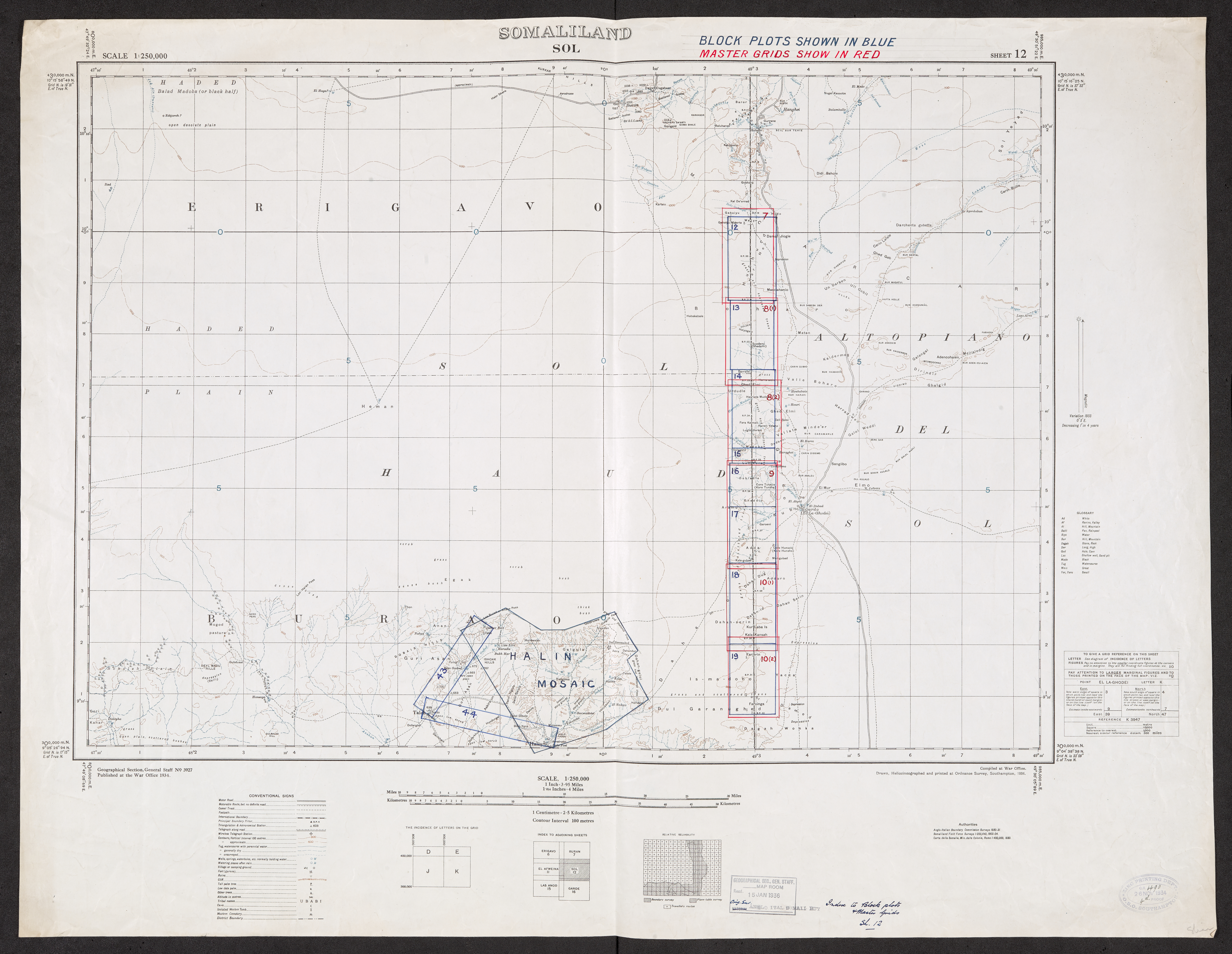
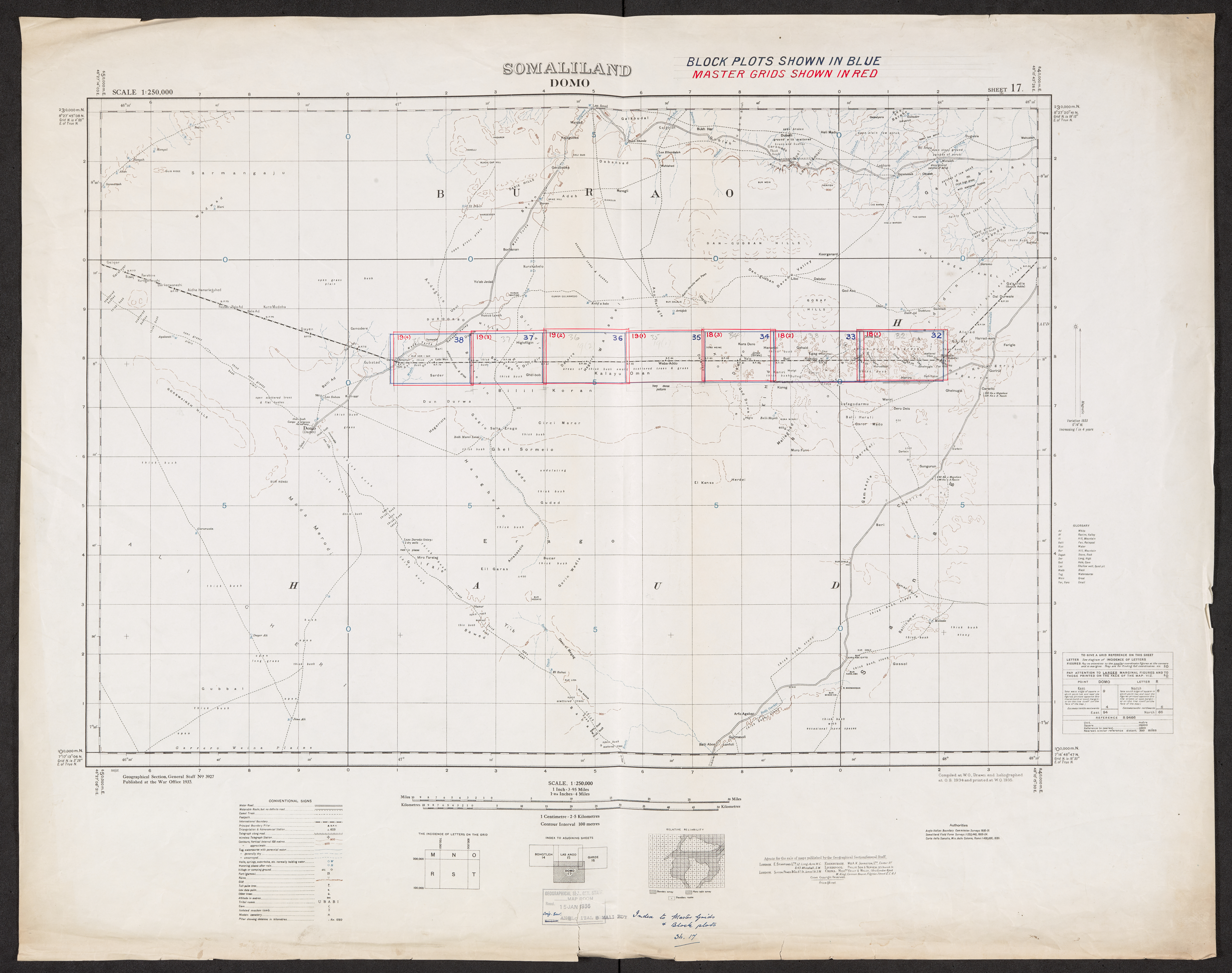